# 城南老君庙
城南老君庙，位于山西省临汾市翼城县唐兴镇城南村。
1987年8月，城南老君庙公布为翼城县文物保护单位。2021年8月4日，城南老君庙公布为第六批山西省文物保护单位，编号6-235。